# كاريل إينبالو
كاريل إينبالو Kaarel Eenpalu (1888 – 1942) صحفي وسياسي إستوني، تولى رئاسة الدولة.
درس القانون في جامعة تارتو في إستونيا، وتخرج في وقت لاحق من جامعة موسكو. رأس تحرير العديد من الصحف في تارتو وتالين. اشترك في الحرب العالمية الأولى وكذلك حرب الاستقلال الإستونية.
كان عضوا في الجمعية التأسيسية الإستونية، وعضوا في الجمعية الوطنية، وعضوا في مجلس النواب، وتولى العديد من المناصب في الدولة الإستونية المستقلة حديثا. فشغل منصب وزير الداخلية، لذلك يعتبر مؤسسا للشرطة الداخلية. وتولى لثلاث فترات رئاسة المجلس النيابي. وتولى بين 19 يوليو حتى 1 نوفمبر 1932 منصب رئاسة الدولة. ثم بين عامي 1934 و1938 شغل منصب وزير الداخلية، ثم رئاسة الوزراء في عامي 1938 و1939.
بعد أن احتلت القوات السوفيتية إستونيا في حزيران 1940، تم اعتقاله مع العديد من السياسيين الإستونيين الآخرين ونفوا إلى روسيا. وتوفي عام 1942 في معسكر فياتكا في كيروف.